# Žydrūnas Plytnikas
Žydrūnas Plytnikas (* 19. Juni 1971 in Alytus) ist ein litauischer Verwaltungsjurist und linker Politiker, ehemaliger Behördenleiter, Vizeminister der Justiz Litauens (von 2019 bis 2020).

## Leben
Nach dem Abitur von 1977 bis 1989  an der 8. Sekundarschule Alytus in Vidzgiris absolvierte Žydrūnas Plytnikas von 1990 bis 1995 das Bachelorstudium an der Lietuvos edukologijos universitetas in der litauischen Hauptstadt Vilnius. Er wurde Lehrer der Geschichte und Sozialpädagoge.
Von 1999 bis 2002 absolvierte er das aufbauende Masterstudium und 2011 das Bachelorstudium der Rechtswissenschaften an der Juristischen Fakultät der Mykolo Romerio universitetas (MRU) in Vilnius.
Von 2000 bis 2007 arbeitete Žydrūnas Plytnikas als Verwaltungsjurist, stellvertretender Leiter und dann Leiter einer Rechtsunterabteilung bei SoDra.
Von 2007 bis 2009 war er Jurist im Unternehmen UAB „Delamode“. 2009 war er Berater des Ministers am Wirtschaftsministerium Litauens.
Von 2010 bis 2014 leitete er die nationale Behörde für Ausschreibungen. Ab 2008 lehrte er als Lektor an der MRU.
Ab 2018 war Žydrūnas Plytnikas Berater des Justizministers, von 2019 bis April 2020  Vizeminister der Justiz unter der Leitung des Justizministers Elvinas Jankevičius im Kabinett Skvernelis, geleitet von Saulius Skvernelis. Plytnikas war Nachfolger von Eugenijus Šuliokas, der Mitte Januar 2019 zum Berater des Justizministers wurde. Von 2020 bis 2024 leitete er Litauische Kommission für Verwaltungsstreitigkeiten, seit 2024 ist er Mitglied der Kommission. 
2024 nahm Žydrūnas Plytnikas an der Parlamentswahl in Litauen 2024 teil und war Kandidat in der Liste der Partei Vardan Lietuvos. 
Er ist parteilos. 

## Familie
Plytnikas ist verheiratet und hat einen Sohn und eine Tochter.